# دانييلا إسبينوزا
دانييلا إسبينوزا (بالإسبانية: Daniela Espinosa) هي لاعبة كرة قدم مكسيكية، ولدت في 13 يوليو 1999 في بلدية لوس كابوس في المكسيك.

## وصلات خارجية
- دانييلا إسبينوزا على موقع بطولة كرة القدم المكسيكية للسيدات (الإسبانية)
- دانييلا إسبينوزا على موقع قاعدة بيانات كرة القدم.إي يو (الإنجليزية)
- دانييلا إسبينوزا على موقع Soccerway.com (الإنجليزية)